# Kajnity
Kajnity (dawniej Kajmity, niem. Heistern) – wieś w Polsce położona w województwie warmińsko-mazurskim, w powiecie braniewskim, w gminie Pieniężno. Wieś znajduje się w historycznym regionie Warmia.
Kajnity leżą 3 km od Pieniężna. Przed drugą wojną światową wieś liczyła 230 mieszkańców, obecnie jest ich o wiele mniej. Ludność utrzymuje się głównie z pracy na roli. Głównymi uprawami są zboża. Na terenie wsi znajduje się jeziorko przyciągające różnego rodzaju ptactwo np. łabędzie. Do wsi prowadzi droga asfaltowa.
Nazwa Kajmity została zmieniona w 1999 roku. Niemiecka nazwa to Heistern. Wieś została założona w 1309 roku, na terytorium władzy, kultu krainy zwanej Wewa, stanowiącej część terytorium plemiennego Warmów. Po podbiciu przez Krzyżaków w 1251 ziemia odstąpiona biskupowi warmińskiemu. W 1935 powstały budynki, w których obecnie znajduje się klasztor oo. werbistów. W klasztorze ekspozycja etnograficzna prezentująca przedmioty przywożone z misji. 
W latach 1975–1998 miejscowość administracyjnie należała do województwa elbląskiego.